# Hikone
Hikone (彦根市 -shi) é uma cidade japonesa localizada na província de Shiga.
Em 2003 a cidade tinha uma população estimada em 108 613 habitantes e uma densidade populacional de 1 106,60 h/km². Tem uma área total de 98,15 km².
Recebeu o estatuto de cidade a 11 de Fevereiro de 1937.